# Нестроево
Нестроево — деревня в Великолукском районе Псковской области России. Входит в состав сельского поселения «Успенская волость».
Расположена на берегу реки Некраса (приток Раслицы), в 44 км к юго-востоку от райцентра Великие Луки и в 5 км к юго-западу от волостного центра Успенское.

## Население
Численность населения деревни по состоянию на 2000 год составила 2 жителя, на 2010 год — 3 жителя.